# Metka Klevišar
Metka Klevišar, slovenska zdravnica, publicistka in prevajalka, * 6. september 1944.

## Življenjepis
Leta 1969 je diplomirala na Medicinski fakulteti v Ljubljani. Že kot študentka je zbolela za multiplo sklerozo. Leta 1977 je opravila specializacijo iz onkologije-radioterapije, nato pa se je zaposlila na Onkološkem inštitutu v Ljubljani. Upokojila se je leta 1994. 
Leta 1995 je s sodelavci ustanovila Slovensko društvo Hospic.  
Konec leta 2022 je zaključila s pisanjem kolumne za tednik Družina.

## Nagrade
- 1994 - Dobrotnica leta (Naša žena),
- 1995 - Slovenka leta (Jana),
- 2001 - Nagrada Mesta Ljubljane